# Jan Jerzy Glajcar
Jan Jerzy Glajcar (ur. 7 czerwca 1932 w Cieszynie, zm. 8 października 1984 w Cieszynie) – polski lekarz i działacz społeczny.
Syn lekarza z Kończyc Wielkich. Absolwent I Liceum Ogólnokształcącego im. Antoniego Osuchowskiego w Cieszynie. Po studiach medycznych w Krakowie powrócił do rodzinnego miasta, gdzie podjął pracę jako lekarz. Był m.in. ordynatorem oddziału wewnętrznego Szpitala Śląskiego, kierownikiem Wydziału Zdrowia w Cieszynie i kierownikiem Przychodni Internistycznej w Cieszynie.
Przewodniczący Koła Polskiego Towarzystwa Lekarskiego. Prezes Ogniska TKKF „Ogniwo” w Cieszynie. Inicjator budowy kortów tenisowych i domku klubowego w Cieszynie przy Alei Łyska.